# Internationales Künstler Gremium
Das Internationale Künstler Gremium (IKG) ist ein Zusammenschluss von Künstlern, Kuratoren und Kritikern und versteht sich als analog zum PEN-Club. Das IKG ist Mitglied im Deutschen Kulturrat und im Stiftungsrat Kunstfonds.

## Entstehung und Wirken
Das IKG wurde am 14. Januar 1976 auf Initiative von Joseph Beuys und Klaus Staeck, zusammen mit Jochen Gerz und Georg Jappe sowie dreißig weiteren international renommierten Künstlern und Kunstkritikern, in Köln gegründet. Ein zentraler Anlass für die Gründung war, neben dem Anspruch auf die Wahrung der Freiheit der Kunst, dass in den Zeiten des Eisernen Vorhangs Künstler aus den Ostblockstaaten für eine Reisegenehmigung in das westliche Europa eine Einladung eines offiziellen Verbandes benötigten. Das Konzept des IKG sieht vor, Personen, die im Bereich der bildenden Kunst tätig sind, über die nationalen Grenzen hinaus zusammenzuführen mit dem Ziel des Austauschs der verschiedenen Haltungen, Sichtweisen und Ausdrucksformen. Dem Gründungsanlass folgend, bemüht sich das Gremium bis heute um die Beziehung zu Osteuropa. So wurden Tagungen unter anderem in Krakau, Łódź, Belgrad und Budapest abgehalten.

## Das Gremium
Das Gremium tagt einmal im Jahr an wechselnden Orten in Europa. Es wird von einem Präsidenten und einem Sekretär geleitet. Als Präsidenten fungierten in der Vergangenheit Harry Kramer, Nan Hoover, Ryszard Waśko, Fritz Schwegler, Heinrich Brummack, Norbert Radermacher und Jens Brand; zu den Sekretären zählte unter anderen Gunter Demnig. Im Jahr 2017 übernahmen Anna Tretter das Amt der Präsidentin und Claudia Busching die Geschäftsführung. 2019 folgten Dorothée Bauerle-Willert als Präsidentin und 2020 Ina Bierstedt als Geschäftsführerin.
Die Tagungen bestehen in Ausstellungen, Begegnungen und Debatten. Die Teilnehmer bilden ein Netzwerk, das nach dem Schneeballsystem funktioniert, indem alte und neue Mitglieder mit international geladenen Gästen, die zukünftige Mitglieder werden könnten, zusammenkommen. Das Internationale Künstler Gremium hat zurzeit 250 Mitglieder aus Australien, Belgien, Deutschland, Finnland, Frankreich, Großbritannien, Israel, Italien, Japan, Kanada, Korea, den Niederlanden, Österreich, Polen, Portugal, Schweden, der Schweiz, der Slowakei, Serbien, Tschechien, Ungarn, Belarus und aus den Vereinigten Staaten von Amerika.